# Léo Vincent
Léo Vincent, né le 6 novembre 1995 à Vesoul, en Haute-Saône, est un coureur cycliste français.

## Biographie
En août 2016, il est sélectionné en équipe de France pour participer au Tour de l'Avenir et au Tour de l'Ain,.

## Palmarès sur route

### Palmarès amateur
- 2013
  - Tour Cévennes-Garrigues
- 2014
  - 4e étape du Tour du Jura
  - 4e étape des Quatre Jours des As-en-Provence
  - 2e du Prix de Saint-Etienne-lès-Remiremont
  - 2e du Grand Prix de Louhans
  - 2e du Prix d'Authoison
- 2015
  - Prix de Valentin
  - 4e étape de la Ronde de l'Isard d'Ariège
  - 5e étape du Tour des Pays de Savoie
  - 1re étape du Prix de Marchaux
  - 3e d'Annemasse-Bellegarde et retour
- 2016
  - 1re étape des Boucles du Haut-Var
  - Tour du Jura :
    - Classement général
    - 2e étape

  - Prix d'Authoison
  - 2e du Grand Prix du Pays d'Aix
  - 2e du Critérium du Printemps
  - 3e du Circuit des Communes de la Vallée du Bédat
  - 3e de la Ronde de l'Isard d'Ariège
- 2021
  - 2e étape du Tour du Loiret[4]
  - 3e du Grand Prix de Saint-Étienne Loire

### Résultats sur les grands tours

#### Tour d'Espagne
1 participation
- 2018 : 77e

### Classements mondiaux
| Année           | 2015 | 2016 |
| --------------- | ---- | ---- |
| UCI Europe Tour | 659e | 726e |

## Palmarès en cyclo-cross
- 2010-2011
  -  Champion de France de cyclo-cross cadets
- 2012-2013
  - Challenge la France cycliste de cyclo-cross juniors #3, Pontchâteau
  - 2e du championnat de France de cyclo-cross juniors
  - 10e du championnat du monde de cyclo-cross juniors